# Macroprotodon brevis
Macroprotodon brevis — вид змій родини полозові (Colubridae).

## Ареал і середовище проживання
M. brevis зустрічається на Піренейському півострові та в Марокко.
Природні середовища проживання M. brevis включають вічнозелені ліси помірного клімату та чагарники середземноморського типу.

## Харчові звички
Вид харчується виключно хребетними, головним чином рептиліями, і переважно довготілою здобиччю, яка риє нори або живе під камінням.
Деякі аспекти його морфології та харчових звичок свідчать про те, що він не веде нічний спосіб життя, а живе під камінням.

## Охоронний статус
M. brevis перебуває під загрозою через втрату середовища існування, в основному в результаті сільського господарства, і стикається з певною загрозою від диких кабанів.